# Pedro Rodríguez Álvarez
Pedro Rodríguez Álvarez (Vigo, 1990. augusztus 22. –) magyar válogatott kézilabdázó, a MOL-Tatabánya KC játékosa.

## Pályafutása

### Klubcsapatokban
Pályafutása kezdetén  az Academia Octavio és a Cuenca csapataiban kézilabdázott, mielőtt a Naturhouse La Rioja csapatához igazolt volna. Itt a 2012–2013-as szezonban bemutatkozhatott az EHF-kupában, majd később pályára lépett a Bajnokok Ligájában is. 2013-ban szerződtette volna az Atlético Madrid, de a csapat csődbe ment, így Pedro a La Rioja játékosa maradt. 2016 nyarán igazolt a magyar bajnokságban szereplő Pick Szegedhez, akikkel a 2017-2018-as szezonban bajnoki címet nyert. 2019 nyarától a Balatonfüred csapatában folytatta pályafutását. Három szezont töltött a Balaton-parti csapatnál, majd a 2022–2023-as szezont megelőzően Tatabányára igazolt.

### A válogatottban
A spanyol válogatottban egy lengyelországi felkészülési tornán mutatkozott be.
2020 októberében magyar állampolgárságot kapott, majd részt vett a 2021-es egyiptomi világbajnokságon, ahol a magyar csapat az 5. helyen végzett. A magyar válogatottal részt vett a 2024-es párizsi olimpián.

## Sikerei, díjai
- Magyar bajnok (1): 2017–2018
- Magyar Kupa-győztes (1): 2018-2019[11]